# Кінтанілья-де-Трігерос
Кінтанілья-де-Трігерос (ісп. Quintanilla de Trigueros) — муніципалітет в Іспанії, у складі автономної спільноти Кастилія-і-Леон, у провінції Вальядолід. Населення — 109 осіб (2010).
Муніципалітет розташований на відстані близько 180 км на північний захід від Мадрида, 22 км на північ від Вальядоліда.

## Демографія
Динаміка населення (INE ):